# Klinai
Klinai (kavč) znan tudi kot lectus triclinaris je bila vrsta antičnega pohištva, ki so ga uporabljali  stari Grki in Rimljani na svojih  simpozijih ali konvivijih. Trije klinai so bili razporejeni v obliki črke U, in so skupaj tvorili triclinium, kjer so se gostje večera med obrokom naslanjali.
Glavni materiali za klinaje so bili les in vse kovine, ki so bili v antiki običajni. Kamnite najdemo v jedilnicah starodavnih svetišč, v grobnicah in na vrtovih.
V grški klasični dobi je bilo razvitih več različic oblik predela za glavo. V helenizmu je ta razvoj dosegel vrhunec s fulcrum-kline. Novi ukrivljeni vzglavniki (latinsko fulcra) so najpomembnejši kos okrasa te oblike klinaja in so pogosto okrašeni z rezbarijami iz lesa ali slonovine in / ali izdelani z bronastimi reliefi. Ležišče je obdajal tristranski navpični ali ukrivljen okvir, visok od 40 do 50 cm.
Rimska antika razlikuje klinaje za spanje, latinsko lectus cubicularis in klinaje za jedilnico, latinsko lectus triclinaris.
Poleg tega so klinaje uporabljali tudi kot posmrtno posteljo. Ta uporaba se kaže tudi v obliki sarkofagov.